# LZ 130 (飛行船)

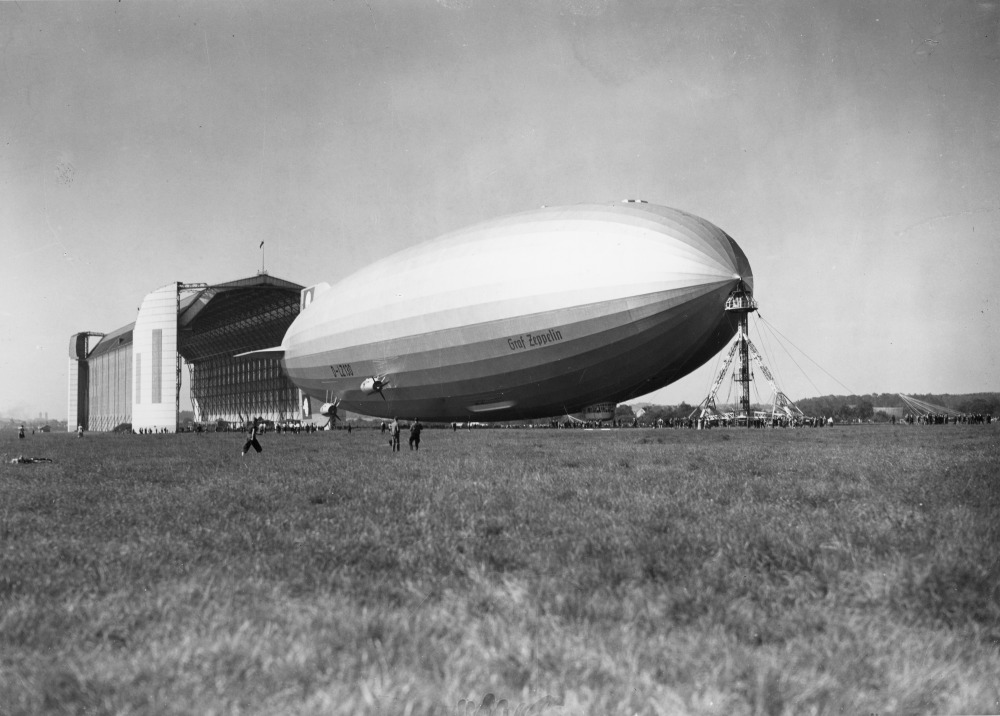
フリードリヒスハーフェンの格納庫から出航するLZ130(1938年)

LZ 130（独: Luftschiff Zeppelin 130、登録符号D-LZ130）はツェッペリン飛行船会社が大戦間期に建造した最後の巨大硬式飛行船である。ヒンデンブルク級飛行船の2番船にして最終船であり、名称を「グラーフ・ツェッペリン（"Graf Zeppelin"）」といった。この名を冠した飛行船としては世界一周飛行などで著名なLZ 127があり、そのため本船はしばしば「グラーフ・ツェッペリンII世（Graf Zeppelin II）」と呼ばれる。

## 設計と開発

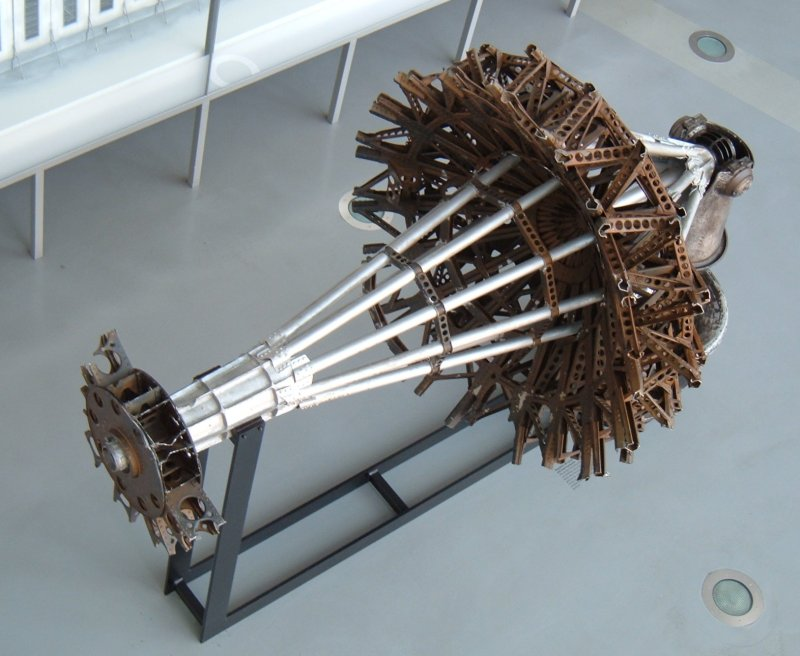
フリードリヒスハーフェンのツェッペリン博物館にあるLZ 130の船首部分

LZ 130の設計はLZ 129ヒンデンブルクに2、3の改良を加えたものである。最も目立つ点は、エンジンポッドが完全に再設計され、ディーゼルエンジンが牽引式のプロペラを駆動するようになっていた（後方のエンジンは1基のみ、3枚のブレードを持つプロペラを駆動した）ことである。エンジンには、飛行の間に失われる重量を最小限にとどめるため、排気から水を回収するシステムが備えられていた。客室も、完全に再設計された。食堂は後部甲板の中ほどに移され、展望室の窓はパネル半分だけ低くなっていた。16個のガス嚢は軽量化が図られ、木綿の代わりに軽量の絹でできていた。ゴンドラの下に装備された着陸装置と、上部のガス排出フードの形状も再設計された。さらに、船体外皮のドープ剤も、引火を防ぐために青銅と黒鉛が加えられ、また電気伝導性も改善された。これらの改善により、LZ 130は、それまで飛行した硬式飛行船のうち、技術的に最先端にあったものと考えることができる。
グラーフ・ツェッペリンIIは当初、浮揚ガスとして水素を使うように設計されていた。しかしヒンデンブルク号の事故により、フーゴー・エッケナーは旅客飛行船では二度と水素を使わないことを決め、代わりにヘリウム（ヒンデンブルクにも当初浮揚ガスとしてヘリウムの使用が計画されていた）を使うことにした。大量のヘリウムの唯一の供給源はアメリカ合衆国だったので、エッケナーは自らの飛行船のためのヘリウム供給を請うためにワシントンD.C.におもむき、ルーズベルト大統領本人を訪ねた。大統領は平和目的に限ってヘリウムを供給すると約束した。しかし1938年3月、オーストリア併合が行われるに至り、アメリカ内務長官ハロルド・L・イキーズはヘリウムの供給を拒否した。そのためグラーフ・ツェッペリンIIは結局水素を使わざるを得なかった。

### 建造日程
1936年6月23日
起工。竜骨の据付および主なリング材の格納庫屋根への固定。
1937年2月14日
ノーズコーン取付。同月、フレームへの外皮装着。
1937年5月6日
LZ 129ヒンデンブルク号爆発事故（アメリカ、ニュージャージー州レイクハースト）。乗員・乗客97名のうち35名と地上整備員1名が死亡。
1938年8月15日
ガス嚢充填開始。
1938年8月20日
エンジンおよび電気系統の試験。
1938年8月22日
無線通信システムの試験。
1938年9月14日
命名と初飛行が行われた。ヒンデンブルクの命名式と異なり、参列したのはツェッペリン社の役員とヘルマン・ゲーリングのみであった。他の政府代表はエッケナーを祝福するために命名式に来ることはなかった。式のスピーチはエッケナー博士が行った。
1938年11月14日
グラーフ・ツェッペリンIIは完成したが、その頃には本船が、当初意図した旅客輸送目的には使用されない見込みであることが明らかとなっていた。不活性のヘリウムガスの供給不足もその理由のひとつだった。ドイツ航空省は、グラーフ・ツェッペリンII号に、1939年9月1日までの1年間、「いかなる乗客も乗せず、また熱帯地域に行かない」という条件で飛行を許可した。

## 運航歴
LZ 130は全部で30回の飛行を行った。

### 1回目-7回目
1回目（1938年9月14日）
処女飛行は、命名式の直後にフーゴー・エッケナー博士の指揮で行われた。7時50分に、主に航空省の役人とツェッペリン社の役員からなる74人を乗せてフリードリヒスハーフェンを離陸した。建造に携わった者や技術者たちも搭乗していた。エンジンは飛行船がおよそ100mの高さに達してから始動した。グラーフ・ツェッペリンII号はミュンヘン、アウクスブルクおよびウルムを通過し、合計925kmを飛んで午後1時30分にフリードリヒスハーフェンに戻った。エッケナーはこの飛行について「満足」であり「成功」した、と評価した。
2回目（1938年9月17日 - 18日）
2回目の飛行は、フーゴー・エッケナー博士とハンス・フォン・シラー船長の指揮下に合計85人を乗せて行われた26時間のテスト飛行であった。開始は1938年9月17日の午前8時8分だった。その朝は、ボーデン湖の上で各種の測定に費やされた。正午に飛行船は北に向けて出発し、12時15分にシュトゥットガルト、13時15分にフランクフルトを通過し、アイゼナハおよびアイスレーベンに向かった。夕刻にはベルリンに達した。そして低高度で何度も周回したあと、ハンブルクに向けて出発した。ワッデン海のエルベ川河口の上では更に調整と試験が行われた。その後、ミンデンを越えてフランクフルトに行き、さらにボーデン湖へと直接向かうコースを飛んだ。着陸場が霧で閉ざされていたため飛行船はフリードリヒスハーフェン上空で大きく旋回することを余儀なくされたが10時17分、2,388kmの飛行を終えて着陸した。レーヴェンターラーの格納庫に格納されたのは11時少し前だった。
3回目（1938年9月22日）
3回目の試験飛行は8時13分から19時30分にかけて行われ、ミュンヘン・ウィーン間の周回コースを1,215kmにわたって飛行した。
4回目（1938年9月25日）
ハンス・フォン・シラー船長の指揮のもと、11時頃に飛び立ち、40名の乗組員と34名の乗客を乗せて約7時間にわたって764kmを飛行した。高高度試験も行われた。飛行のほとんどは約2,000mの高度で行われ、大量のガスを排出する必要も生じなかった。また大気中の静電気試験も行われた。
5回目（1938年9月27日）
航空省のための11時間連続試験飛行。「Funkbeschickung（方向探知装置の較正）」の試験の目的のため、ラジオ・ビーコンがライン＝マイン飛行場に準備された。天気は良かったにもかかわらず、靄を含んだ空気が試験を妨げ、較正は完全には成功しなかった。この問題は、後日の試験でも発生した。一方、「Ballastwassergewinnungsanlage（バラストを節約するための水回収システム）は初めての成功を収めた。節約できたバラストは3トン半に及んだ。そしてこの装置の防音効果によって、エンジン音の静粛化も実現した。
6回目（1938年9月28日）
ザムト船長の下、航空省のための追加試験飛行。中でも、静電荷がヒンデンブルク号の事故を引き起こしたのかどうか調査と試験を目的とした。そのため、試験飛行は特に雷雨を衝いて行われた。通常の気象状況での飛行では役に立つ結果は得られなかった。飛行船は嵐の前面の比較的穏やかな部分を飛行し（ガス嚢はやや緩く保たれていた）、過圧弁が水素を放出するのを防いだ。試験飛行はほぼ26時間継続し、2,500km.を飛行した。バラスト水回収システムはおよそ9トンの水を生みだし、技術者の期待通りの結果となった。
7回目（1938年10月31日）
前回と同じくザムト船長の指揮下、2:15頃に開始された。これは最後の点検飛行であるとともに、フランクフルト飛行場への移動飛行であった。目的地へは出発からほぼ25時間後の15:10頃に、2,100kmを飛行して到着した。飛行船と乗組員は新しい母港で大管区指導者（ガウライター）シュプレンガーの歓迎を受けた。この飛行の後、1938年11月14日に、LZ 130は、「Luftschiff-Zulassungsschein（飛行船登録証）」を受領した。これによって晴れて公式な登録と航行許可が得られたことになるが、乗客や貨物の搭載は禁止されていた。

### 8回目「ズデーテンラント飛行」
8回目「ズデーテンラント飛行」 （1938年12月）
この飛行（別名「ズデーテン・ドイツ解放飛行1938（Sudetendeutsch Freiheitsfahrt 1938））は宣伝省の命令で行われた。総選挙の結果ヒトラーとナチス党が議会の大多数を占めたこともあり、「解放地域（befreiten Gebiete）」へのツェッペリンの飛行を含む多くの宣伝手段が使われた。船上には62人の乗員と将校を含む7人の乗客が乗っていた。発進は1938年12月2日の10時直後に行われた。ズデーテンラントの首都ライヒェンベルク（現代のリベレツ）上空には、ヒトラーの訪問と同時に到着し、「総統に皆の賛意を！（"Dein JA dem Führer!"）」と書かれたビラと、鉤十字旗のついた小型パラシュートを投下した。LZ130の拡声器からは音楽と、12月4日に予定された選挙に向けたナチス党の宣伝が流された。その後、LZ130はライヒェンベルク飛行場へ行き、663kgに及ぶ記念の手紙を降ろした。天候が悪化してそれ以上の飛行を困難にしたため、協議の上、引き返すことが決定された。飛行船がスデーテンラントを出発したあと、雲は低く垂れこめ、シャワーのような雪が降り出し、やがて氷結し始めた。しばらくすると、プロペラによって剥がされた氷の破片が船の外皮を貫くようになったが、損傷は乗組員によって速やかに修復された。17時46分、ツェッペリンは吹きつのる風の中を無事に着陸し、格納庫に収められた。

### 9回目-23回目
9回目 （1939年1月13日）
ザムト船長の指揮で9時8分に離陸、数種類の試験を実施。飛行時間7時間、飛行距離523 km。
10回目 （1939年4月13日）
他の課題に混じってスパイ・バスケット（ドイツ語でシュペーゴンデル（Spähgondel）またはシュペーコルプ（Spähkorb）という。航法または観測のため飛行船から曳航する小型のゴンドラ）の試験が行われた。飛行時間はおよそ30時間に及び、約2,700kmを飛行した。
11回目 （1939年6月15日）
飛行時間28時間、飛行距離2,800km。
12回目/13回目「マイニンゲン飛行」 （1939年7月2日）
マイニンゲン飛行場に18時40分に着陸し、19時22分にフランクフルトに引き返した。
14回目/15回目「ライプツィヒ飛行」 （1939年7月9日）
目的の一部として郵便貨物を運んでライプツィヒ＝モッカウ飛行場に着陸。
16回目「北海飛行」 （1939年7月12日）
22時25分発進。
17回目/18回目「ゲルリッツ飛行」 （1939年8月16日）
ザムト船長により0時34分発進。
19回目/20回目/21回目「ビーレフェルト-ミュンスター飛行」
22回目/23回目「カッセル飛行」

### 24回目「諜報飛行」
24回目 （1939年8月2日-4日）
「諜報飛行」（Spionagefahrt）とも呼ばれる24回目の飛行は、LZ130による最も長い飛行であり、時間にして48時間、距離で4,203kmにおよぶ。主な目的はイギリスのチェーン・ホーム・レーダーシステムに関する情報を秘密裏に集めることだった。そのため、飛行船はイギリスの東の海岸近くを北に向かい、シェトランド諸島まで行って引き返した。船上には45人の乗組員と28人の測定員がいた。発進は1939年8月2日の20時53分で、23時38分にはヒルデスハイムの上空を通過したが、ごくわずかな人に目撃されただけだった。
この飛行のことは、エルンスト・ブロイニング博士によって書かれたアルベルト・ザムトの記録『ツェッペリン、わが人生（Mein Leben für den Zeppelin）』の「LZ 130グラーフ・ツェッペリンによる電波傍受と無線測位の飛行（Mit LZ 130 Graf Zeppelin auf Funkhorch- und Funkortungsfahr）」の章に記述されている。
この記録には、1939年8月2日から4日にかけての、電波測定のためのスパイ・バスケットが使われた諜報飛行の詳細が記述されている。ザムトはLZ 130を大ブリテン島東岸からシェトランド諸島に向けて飛行させ、またゆっくりと戻ってきた。そして見慣れないアンテナを調査するためにアバディーンでエンジンを（故障と偽って）停止させた。自由気球として西へ漂流し、陸地の上に達した彼らは、飛行船の周りを旋回する新型のスーパーマリン スピットファイアを初めて視認し、写真を撮影した。
8月4日の夕方、飛行からの帰途、LZ 130はフランクフルト付近で着陸がまだ可能でない旨の長波による警告を受け取った。彼らは初め、飛行機が現地に墜落したと考えたが、上空を通過しても何も異常は見つからなかった。旋回してレン山脈方向に飛行しながら尋ねると、「日没以前の着陸は不可」との情報がもたらされた。そこでフランクフルトに戻ることにし、超短波無線機で地上チームと直接話すことにした。その際、フランスに傍受されることを恐れて地上チームのリーダーであるボイレとは訛りの強いシュヴァーベン方言で会話した。
ボイレはLZ 130に、イギリスが彼らの行動について外交的な抗議を申し入れてきたこと、そのためにまだ着陸してはならないこと、さらに、船内を調査するために、ドイツ政府の同意を得てイギリス代表団が飛行場に来ていることを伝えた。彼らは嫌疑の対象となっていた。ボイレは、対策を考えるまでしばらく待つように指示した。
まもなく、LZ 130は次のような指示を受けた。すなわち、船内のすべての計測器を隠すこと、地上チームが待機している燈火の点った通常の着陸地点には降りないこと、その反対側に「本当の」着陸チームがいて光信号で合図するのでそこに降りること、着陸したらブロイニングたちは直ちに下船して突撃隊員の扮する偽の乗組員と入れ替わること、などである。
そしてイギリス調査団は間違った着陸地点で待たされ、その後、飛行船は気象状況のために飛行場の別の場所に着陸せざるを得なかったと告げられた。イギリス人が飛行場を横切って飛行船へ向かう頃には、「本当の」乗組員はホテルに向かうバスの中にいた。イギリス人たちは船を捜索したが、船内からも、偽の突撃隊乗組員からも、疑わしいものは何も見つけることができなかった。
ブロイニング博士は飛行の結果の有効性を否定し、またそれはチャーチルが回顧録に書いているようにイギリスがレーダーのスイッチを切っていたためではないと語った。ドイツのマルティーニ将軍は、電波の用途に最適な波長を決定するために、高出力で、パルスが強く、かつ広帯域の電波を発信していた。そのパルスは、10ないし12メートルの波長帯において高感度レシーバーをひどく妨害した。エルンスト・ブロイニング博士は、スパイ飛行の間はその発信をやめるよう繰り返しマルティーニに要請したが、聞き入れられなかったと書いている。それにより、LZ 130は、イギリスが使っていたまさにその周波数帯を調査することができなかった。

### 25回目-30回目
25回目/26回目「ヴュルツブルク飛行」（1939年）日付不明（8月5日または6日）
27回目/28回目「エーガー飛行」（1939年8月13日）
29回目/30回目「エッセン/ミュールハイム飛行（最後の飛行）」（1939年8月20日）
フランクフルトを発進し、エッセン/ミュールハイム空港で一旦着陸してフランクフルトに戻った。アルベルト・ザムトが指揮したこの飛行は21時38分に終了し、それが大型飛行船輸送の最後となった。

## グラーフ・ツェッペリンIIのカラー写真
ヒンデンブルクとグラーフ・ツェッペリンIIはカラーフィルムで撮影された唯2隻の飛行船であり（ヒンデンブルクは1936年に建造中及び飛行中を、1937年には事故の写真を撮られている）、その何枚かは現存している。そのうち、ハロルド・G・ディックの撮影したフリードリヒスハーフェン上空のカラーフィルムは2001年のドキュメント「ヒンデンブルク号事故 - その原因（Hindenburg Disaster: Probable Cause）」で用いられたが、ヒンデンブルクからの撮影と誤解されていた。
フリードリヒスハーフェン・ツェッペリン博物館には、ハンス・フォン・シラー船長の撮影による両飛行船のカラー写真を収納した年鑑が保管されている。

## 飛行船時代の終焉
1940年4月、ヘルマン・ゲーリングは、金属を他の航空機に流用するために2隻の「グラーフ・ツェッペリン」と未完成のLZ 131の枠組みを廃棄するよう命令した。飛行船の解体は4月27日までに終了した。5月6日、フランクフルトの巨大な飛行船格納庫は爆破解体された。ヒンデンブルク号の事故からちょうど3年後のことであった。

## 要目
- 乗員: 約40名
- 乗客: 最大約40名
- 全長: 244 m
- 直径: 41.2 m
- ガス容量: 200,000 m3
- 浮揚重量: 10,000 kg
- エンジン: ダイムラー・ベンツ16気筒985馬力ディーゼル・エンジン4基
- 最高速度: 131 km/h

## 参考資料
- アルベルト・ザムト（1998）『ツェッペリン、わが人生（Mein Leben für den Zeppelin）』, Verlag Pestalozzi Kinderdorf Wahlwies 1988, ISBN 3-921583-02-0 - pages 167-168 1939年8月2日から4日にかけてのLZ 130のスパイ飛行の記述を含む。（ドイツ語PDF）